# 包遜
包逊（1152年—？），字敏道，江南西路南城包坊（今江西）人，祖籍淮南路合肥，北宋開封府尹包拯兄長包播八世孫。

## 生平
绍兴二十二年（1152年）生，為陆九渊弟子，喜談禪，陸九淵批評包遜“書詞亦尚虚驕，未甚穩實”，又說他“來書所述未能臻此，平時氣質復浮溢於紙筆間矣”。淳熙元年（1174年）举于乡，隔年落第，遂不复仕进。绍定二年（1229年）前去浦城拜访真德秀，与之探讨《论语》、《孟子》经义。包逊过粤山，南海縣知县闻其名，延请至县学讲道，包逊講學能“发挥孟子要旨”。粤岭学长將此次包的讲义刻于学。卒年不詳。